# Hotel (film, 2001)
Pour les articles homonymes, voir Hotel.
Pour plus de détails, voir Fiche technique et Distribution.
Hotel est un film britannico-italien réalisé par Mike Figgis, sorti en 2001.

## Synopsis
Le film est composé de quatre histoires qui se déroulent dans un même grand hôtel vénitien : le tournage d'un film, une version de La Duchesse d'Amalfi, le reportage d'une équipe de journalistes sur ce même film, une mystérieuse opération chirurgicale et une séance de torture dans le sous-sol de l'établissement. L'écran est divisé en quatre parties afin que les différents récits soient diffusés simultanément.

## Fiche technique
- Réalisation : Mike Figgis
- Scénario : Heathcote Williams, Mike Figgis, d'après La Duchesse d'Amalfi de John Webster.
- Musique : Mike Figgis, Anthony Marinelli
- Société de production :  Moonstone Entertainment
- Costumes : Catherine Buyse Dian
- Décors :  Franco Fumagalli
- Genre : drame
- Lieu de tournage : Italie, Venise
- Durée : 93 minutes
- Dates de sortie : 
  - Canada : 12 septembre 2001 (Festival du film de Toronto)
  - Angleterre : 19 novembre 2001 (Festival du film de Londres)
  - Royaume-Uni : 5 avril 2002

## Distribution
- Saffron Burrows : Duchesse de Malfi
- Valentina Cervi :	serveuse d'hôtel
- Fabrizio Bentivoglio : un docteur célèbre
- Brian Bovell : Cardinal
- Elisabetta Cavallotti : hôte enlevée
- Max Beesley : Antonio
- George DiCenzo : Boris
- Burt Reynolds : manager de groupe Flamenco
- Chiara Mastroianni : nurse
- David Schwimmer : Jonathan Danderfine
- Julian Sands : Tour Guide
- Mark Strong : Ferdinand
- Rhys Ifans : Trent Stoken
- Salma Hayek : Charlee Boux
- Valeria Golino : une actrice italienne
- John Malkovich : Omar Jonnson
- Ornella Muti : flamenco spokesperson
- Andrea Di Stefano : Assassin
- Nicola Farron : gérant de l'Hôtel
- Christopher Fulford : Steve Hawk
- Jeremy Hardy : directeur de la troupe de flamenco
- Danny Huston : directeur de l'hôtel
- Jason Isaacs : acteur australien
- Paco Jarana : guitariste de flamenco
- Lucy Liu : Kawika
- Mark Long  : chef-cuisinier
- Mía Maestro : Cariola
- Laura Morante: Greta
- Stefania Rocca : Sophie
- Danny Sapani : AJ
- Alexandra Staden :
- Heathcote Williams : Bosala
- Eva Yerbabuena : danseur de flamenco